# Isoheptano
El 2-metil-hexano es un alcano de cadena ramificada con fórmula molecular C7H16, por lo que es un isómero de cadena del heptano de cadena no ramificada.